# Saint-Saury
Saint-Saury est une commune française, située dans le département du Cantal en région Auvergne-Rhône-Alpes.

## Géographie

### Communes limitrophes
La commune est limitrophe du département du Lot.
|                              | Siran       |           |
| Sousceyrac-en-Quercy (Lot)   | Saint-Saury | Glénat    |
| Labastide-du-Haut-Mont (Lot) | Parlan      | Roumégoux |

### Climat
Pour des articles plus généraux, voir Climat d'Auvergne-Rhône-Alpes et Climat du Cantal.
En 2010, le climat de la commune est de type climat de montagne, selon une étude du CNRS s'appuyant sur une série de données couvrant la période 1971-2000. En 2020, Météo-France publie une typologie des climats de la France métropolitaine dans laquelle la commune est exposée à un climat de montagne ou de marges de montagne et est dans la région climatique Ouest et nord-ouest du Massif Central, caractérisée par une pluviométrie annuelle de 900 à 1 500 mm, maximale en automne et en hiver.
Pour la période 1971-2000, la température annuelle moyenne est de 9,7 °C, avec une amplitude thermique annuelle de 15 °C. Le cumul annuel moyen de précipitations est de 1 397 mm, avec 13 jours de précipitations en janvier et 8 jours en juillet. Pour la période 1991-2020, la température moyenne annuelle observée sur la station météorologique de Météo-France la plus proche, « Sousceyrac »sur la commune de Sousceyrac-en-Quercy à 8 km à vol d'oiseau, est de 11,4 °C et le cumul annuel moyen de précipitations est de 1 505,1 mm,. Pour l'avenir, les paramètres climatiques de la commune estimés pour 2050 selon différents scénarios d'émission de gaz à effet de serre sont consultables sur un site dédié publié par Météo-France en novembre 2022.

## Urbanisme

### Typologie
Au 1er janvier 2024, Saint-Saury est catégorisée commune rurale à habitat très dispersé, selon la nouvelle grille communale de densité à 7 niveaux définie par l'Insee en 2022.
Elle est située hors unité urbaine. Par ailleurs la commune fait partie de l'aire d'attraction d'Aurillac, dont elle est une commune de la couronne,. Cette aire, qui regroupe 85 communes, est catégorisée dans les aires de 50 000 à moins de 200 000 habitants,.

### Occupation des sols
L'occupation des sols de la commune, telle qu'elle ressort de la base de données européenne d’occupation biophysique des sols Corine Land Cover (CLC), est marquée par l'importance des territoires agricoles (56,3 % en 2018), en augmentation par rapport à 1990 (52,2 %). La répartition détaillée en 2018 est la suivante : 
forêts (42,8 %), prairies (39,2 %), zones agricoles hétérogènes (17,1 %), milieux à végétation arbustive et/ou herbacée (0,8 %). L'évolution de l’occupation des sols de la commune et de ses infrastructures peut être observée sur les différentes représentations cartographiques du territoire : la carte de Cassini (XVIIIe siècle), la carte d'état-major (1820-1866) et les cartes ou photos aériennes de l'IGN pour la période actuelle (1950 à aujourd'hui).

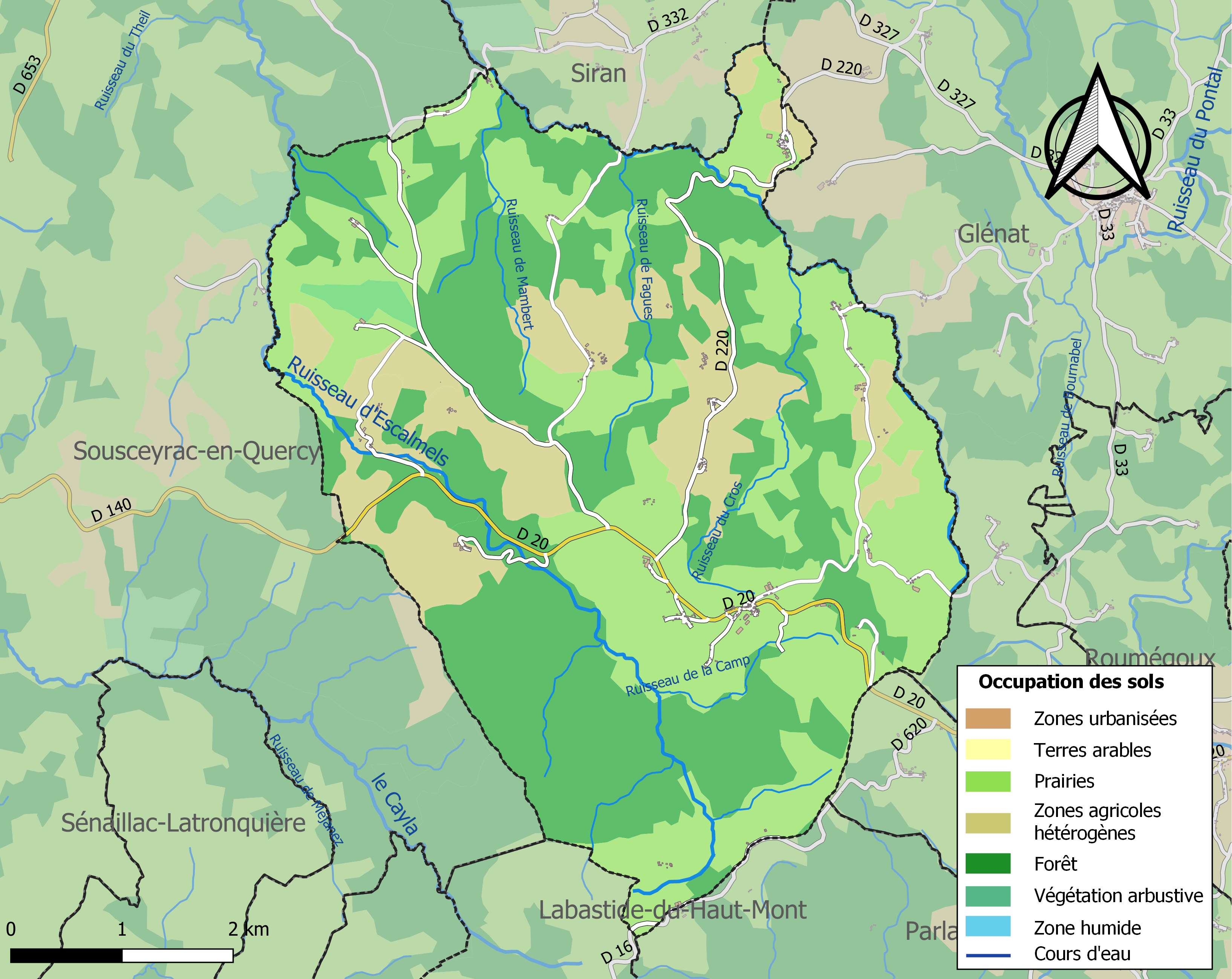
Carte des infrastructures et de l'occupation des sols de la commune en 2018 (CLC).

### Habitat et logement
En 2018, le nombre total de logements dans la commune était de 123, alors qu'il était de 123 en 2013 et de 125 en 2008.
Parmi ces logements, 69,9 % étaient des résidences principales, 17,9 % des résidences secondaires et 12,2 % des logements vacants. Ces logements étaient pour 96,7 % d'entre eux des maisons individuelles et pour 3,3 % des appartements.
Le tableau ci-dessous présente la typologie des logements à Saint-Saury en 2018 en comparaison avec celle du Cantal et de la France entière. Une caractéristique marquante du parc de logements est ainsi une proportion de résidences secondaires et logements occasionnels (17,9 %) inférieure à celle du département (20,4 %) mais supérieure à celle de la France entière (9,7 %). Concernant le statut d'occupation de ces logements, 83,7 % des habitants de la commune sont propriétaires de leur logement (80 % en 2013), contre 70,4 % pour le Cantal et 57,5 pour la France entière.
| Typologie                                               | Saint-Saury | Cantal | France entière |
| ------------------------------------------------------- | ----------- | ------ | -------------- |
| Résidences principales (en %)                           | 69,9        | 67,7   | 82,1           |
| Résidences secondaires et logements occasionnels (en %) | 17,9        | 20,4   | 9,7            |
| Logements vacants (en %)                                | 12,2        | 11,9   | 8,2            |

## Politique et administration
| Période                                  | Période  | Identité        | Étiquette | Qualité              |
| ---------------------------------------- | -------- | --------------- | --------- | -------------------- |
| Les données manquantes sont à compléter. |          |                 |           |                      |
| mars 2001                                | En cours | Roger Condamine | PS        | Agriculteur retraité |

## Démographie
L'évolution du nombre d'habitants est connue à travers les recensements de la population effectués dans la commune depuis 1793. Pour les communes de moins de 10 000 habitants, une enquête de recensement portant sur toute la population est réalisée tous les cinq ans, les populations de référence des années intermédiaires étant quant à elles estimées par interpolation ou extrapolation. Pour la commune, le premier recensement exhaustif entrant dans le cadre du nouveau dispositif a été réalisé en 2008.

En 2022, la commune comptait 178 habitants, en évolution de −6,32 % par rapport à 2016 (Cantal : −1,08 %, France hors Mayotte : +2,11 %).
| 1793 | 1800 | 1806 | 1821 | 1831 | 1836 | 1841 | 1846 | 1851 |
| ---- | ---- | ---- | ---- | ---- | ---- | ---- | ---- | ---- |
| 560  | 411  | 607  | 579  | 609  | 627  | 592  | 582  | 621  |

| 1856 | 1861 | 1866 | 1872 | 1876 | 1881 | 1886 | 1891 | 1896 |
| ---- | ---- | ---- | ---- | ---- | ---- | ---- | ---- | ---- |
| 605  | 607  | 769  | 538  | 580  | 566  | 621  | 611  | 605  |

| 1901 | 1906 | 1911 | 1921 | 1926 | 1931 | 1936 | 1946 | 1954 |
| ---- | ---- | ---- | ---- | ---- | ---- | ---- | ---- | ---- |
| 586  | 584  | 561  | 512  | 506  | 488  | 465  | 446  | 398  |

| 1962 | 1968 | 1975 | 1982 | 1990 | 1999 | 2006 | 2008 | 2013 |
| ---- | ---- | ---- | ---- | ---- | ---- | ---- | ---- | ---- |
| 354  | 314  | 286  | 250  | 221  | 187  | 199  | 203  | 198  |

| 2018 | 2022 | - | - | - | - | - | - | - |
| ---- | ---- | - | - | - | - | - | - | - |
| 181  | 178  | - | - | - | - | - | - | - |

## Culture locale et patrimoine

### Lieux et monuments
- L'Église Saint-Séverin de Saint-Saury. La paroisse est connue dès le 9e siècle. Le sanctuaire est de la fin du 12e siècle, composé à l'origine d'une nef unique et d'un chœur. Le chœur et l'avant-chœur romans subsistent à peu près intacts. La nef a été refaite au 15e siècle, à la suite de l'effondrement de la voûte. Au 16e siècle, on y ajoute des bas-côtés. Le clocher a peigne est reconstruit en 1745. En 1891, réfection en briques de la voûte lambrissée. L'abside, circulaire voûtée en cul-de-four, et le choeur carré sont entourés d'un stylobate. Sept arcatures reposent sur des chapiteaux pour certains sculptés[17]. Elle est inscrite au Monuments Historiques par arrêté du 13 novembre 1980.

#### Escalmels

##### Histoire

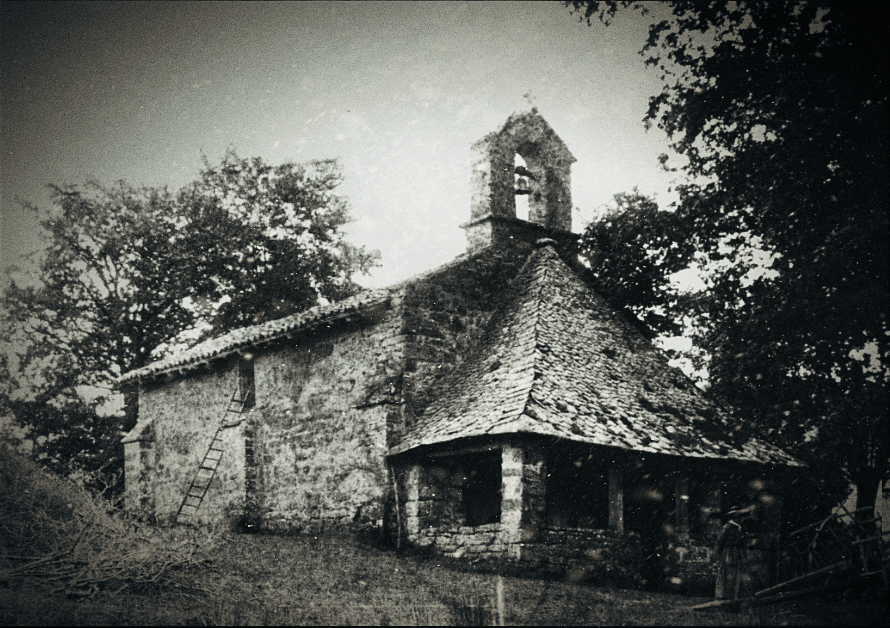
La chapelle Saint-Eutrope d'Escalmels au tout début du XXe siècle.

Saint Eutrope, premier évêque de Saintes vers la fin du IIIe siècle, honoré comme martyr, son culte a pris une grande extension durant plusieurs siècles.
Il est invoqué pour guérir les maux de tête et les estropiés.
Mais aussi à son origine, la chapelle était dédiée à la Vierge.
La chronique écrite par Félix Jalenques sur le prieuré d’Escalmels mentionne le culte de nombreuses reliques qui ont transité par cette abbaye d’où le lien avec saint Eutrope.

#### De la chapelle prieurale «d'Aumont» à Notre-Dame d'Escalmels à la chapelle actuelle
Fondée en 1151 par Bertrand de Griffeuille, la chapelle prieurale d’Aumont appartient à l'ordre des Augustins. Comme tous les monastères édifiés par ces moines bâtisseurs, ils sont dédiés à la Vierge. Notre-Dame-d’Escarmerie est bien en place au milieu du XIIIe siècle. En un siècle, les moines ont défriché et mis en culture plus de 1 500 hectares dans les alentours.
À son apogée, le prieuré d’Escalmels, entre le XIVe et XVe siècles, compte plusieurs dizaines de moines. Le prieur d’Escalmels est seigneur de nombreux fiefs qui s’étendent bien au-delà du territoire de la commune, il a le droit de basse et haute justice et traite d’égal à égal avec les grands seigneurs du Quercy et d’Auvergne.
Lors des guerres de Religion, le monastère est menacé. En effet, le prieur lui-même se convertit au protestantisme ainsi que la majorité de ses moines, et en 1551, l'abbaye fut incendiée. La décadence est programmée. Le monastère ne fut plus relevé de ses ruines.
Seule la chapelle est reconstruite. Elle menace à nouveau de s'effondrer mais elle est sauvée vers 1735 par l'abbé de la Vercantière. Elle traverse le temps jusqu'à nos jours et est dédiée à saint Eutrope.
Un pèlerinage a lieu tous les ans, le dernier dimanche d'avril, pour honorer ce saint.

##### La rénovation
L’association Les Amis d’Escalmels a entrepris de restaurer et rénover la chapelle dès 1997.
Pour conduire à bien cette entreprise, l’association a fait appel aux dons ainsi qu’à la mise en place de manifestations culturelles permettant la collecte de fonds. Ainsi, elle a fait revivre les feux de la Saint-Jean accompagnés d’un repas champêtre. Un partenariat s’est établi entre l’association et la commune dans la répartition des travaux de rénovation. La commune a financé la réfection de la toiture, des crépis et des joints extérieurs, ainsi que la rénovation de la statue Saint-Eutrope.
L’association a financé la réfection intérieure des murs, de la voûte ogivale, la pose des vitraux, de la porte latérale, de l’autel, de l’éclairage ainsi que l’équipement mobilier, et enfin du parvis et des escaliers extérieurs. Il a fallu 10 ans pour réaliser tous ces travaux.
Que cette chapelle rénovée, seul témoignage du rayonnement du prieuré d’Escalmels sur ces hautes terres fasse le lien entre le millénaire passé et celui qui commence.
Puisse longtemps encore la petite cloche d’Escalmels sonner dans ce site si calme et si chargé d’histoire pour que le souvenir de bienfaits de B. de Griffeuille et de ses moines demeure à jamais.

##### Le Moulin
Aujourd’hui, le site d’Escalmels ne garde presque plus aucune trace du rayonnement de l’abbaye fondée par les Augustins, si ce n’est le moulin.
En effet, le bocal d’alimentation en eau du moulin actuel est du XIIe siècle.
Sa chute d’eau en forme de boyau conique en pierre de taille, ainsi que la transmission de la force hydraulique sur les meules par l’injection de l’eau grâce à une tuyère réglage sur une turbine « couchée » est une preuve du savoir-faire des moines cisterciens dans ce domaine.
Un moulin qui fonctionne depuis 900 ans, cela force l’admiration.

##### La légende de la Lozette
La fondation de l’abbaye d’Escalmels au début du Moyen Âge et son rayonnement pendant plus de cinq siècles, l’importance du prieur, Seigneur des lieux (Saint-Saury et ses environs) et les conflits qu’il avait avec les seigneurs voisins (Sousceyrac) sont à l’origine de la légende.
Cette légende dite de « La Lozette » met en scène le seigneur de Sousceyrac, père d'Alozette, sa charmante fille unique, et le seigneur de Castelnau de Bretenoux, prétendant d'Alozette.
Le seigneur de Sousceyrac veut marier sa fille avec le seigneur de Castelnau. Celle-ci refuse et s'enfuit. Son père part pour les croisades. Pendant ce temps, Alozette n'est pas très sérieuse et avoue ses péchés à son père de retour de croisades.
Celui-ci accordera son pardon sous deux conditions : que l'immense forêt, propriété de l'abbaye, qui se situe entre sa seigneurie et le prieuré d'Escalmels lui appartienne, et qu'Alozette assume la charge de prieur d'Escalmels.
Quelques années s'écoulent et le jeune prieur d'Escalmels vient rencontrer le vieux seigneur de Sousceyrac, lui apportant l'acte de vente de la forêt et lui dévoile être sa propre fille.
Le seigneur lui accordera le pardon.
Telle est la trame de la légende de « La Lozette ».
Il existe de nombreux ouvrages concernant cette légende, tous plus ou moins divergents. Citons pour mémoire les textes de :
- Henri Durif, Guide du Voyageur du Cantal, édité en 1860 ;
- Jean Courdié, Monographie de la Commune de Saint-Saury, manuscrit de 1899 ;
- Ferdinand de Laroussilhe, La légende de la Lozette, publiée en 1888 et rééditée en 2009 par l'Association Sousceyrac d'Hier et d'Aujourd'hui ; version romancée à partir de la tradition orale ancienne.

Une mention particulière pour l'excellent travail accompli par monsieur Guy Mazarguil, sur la recherche et l'interprétation de cette légende.

##### Les vitraux de la chapelle d’Escalmels
- La baie centrale à l’est, derrière l’autel, a pour thème « L’offrande ». Des bouquets s’élèvent vers le ciel tandis que semble descendre par les couloirs colorés : l’Esprit Saint, cette colombe venue se poser au milieu du bouquet le plus proche de nous.
- La baie au sud, principale source de lumière dans la chapelle, est un vitrail clair. Son titre: « Les racines ». Il représente de manière allégorique ce que l’artiste a ressenti comme une maturité spirituelle chez « Les Amis d’Escalmels » qui sont à l’origine de la restauration de cette chapelle et les donateurs de ses vitraux ; la simultanéité entre enracinement culturel et créativité dont l’arbre est une image, attirait-elle les visites du Grand Oiseau Blanc ?
- Oiseaux encore, cette fois au pluriel, dans le petit vitrail à l’ouest, intitulé « La danse de la vie ».
- C’est le dernier vitrail vu par le pèlerin ou le visiteur avant de quitter la chapelle et qui tente d’estomper la frontière entre le sacré et le profane.

##### Les Amis d’Escalmels
Le 8 août 1997, au cours d’une réunion constitutive, l’association « Les Amis d’Escalmels » a pu voir le jour et compter dès le premier soir 65 adhérents. Cette réunion avait été organisée à l’initiative de quelques fidèles de Saint-Eutrope souhaitant, après les travaux réalisés par la commune, trouver des fonds privés et restaurer l’intérieur de la chapelle d’Escalmels.

### Héraldique
|  | Les armes de la commune se blasonnent ainsi : D’or à la colombe de gueules. |